# Compagnie Internationale des Wagons-Lits
Compagnie Internationale des Wagons-Lits (с фр. - Международная компания спальных вагонов, также CIWL) — международная компания, известная в основном своими фирменными поездами, а также как исторический оператор Восточного экспресса.
Ныне часть французской группы Newrest, Compagnie Internationale des Wagons-Lits (et des Grands Express Européens) была основана в Бельгии Жоржем Нагельмакерсом в 1872 г. CIWL быстро стала основным оператором ночных поездов в Европе конце XIX—XX вв.

## История

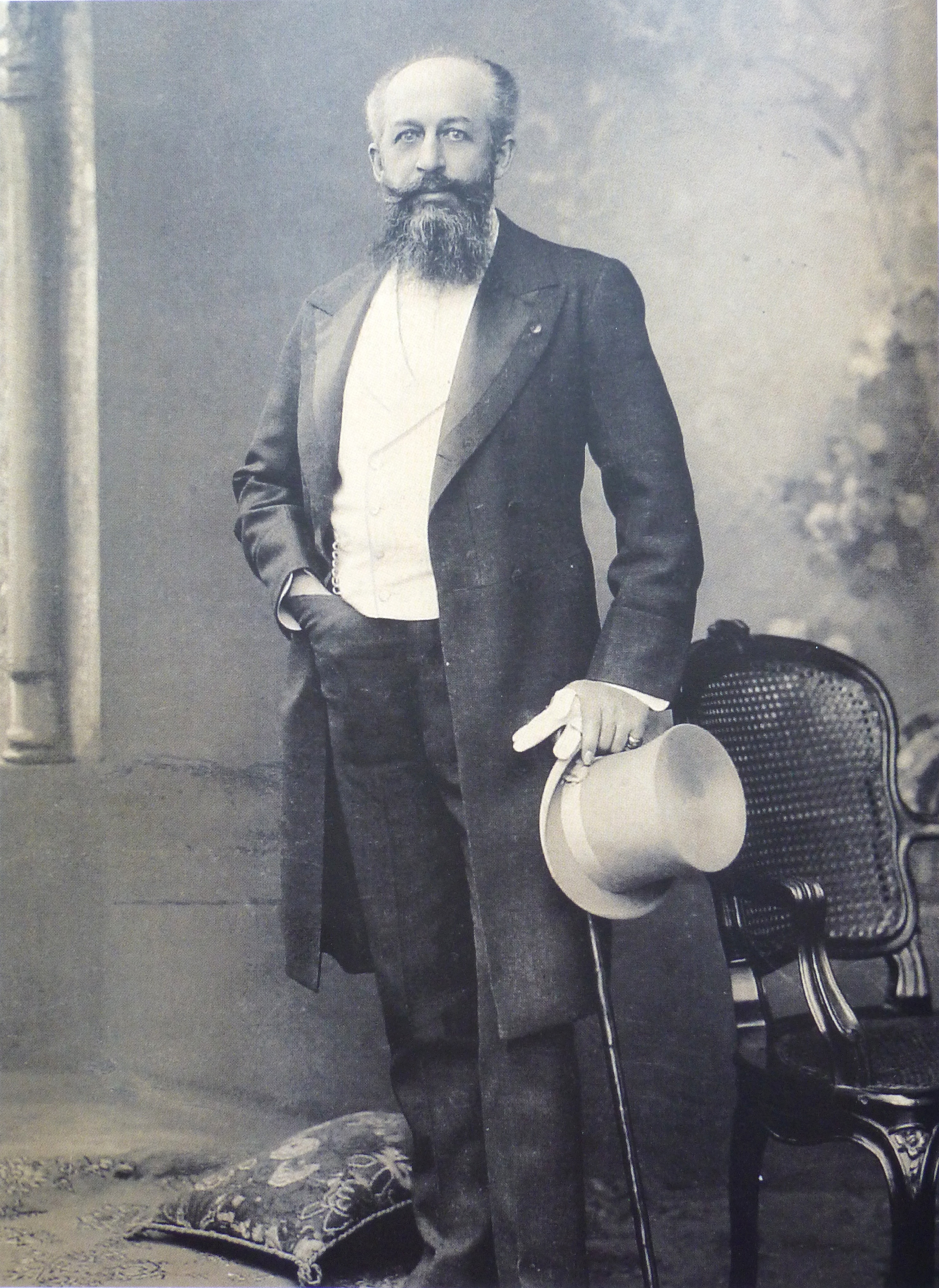
Жорж Нагельмакерс, основатель CIWL

### Монополия

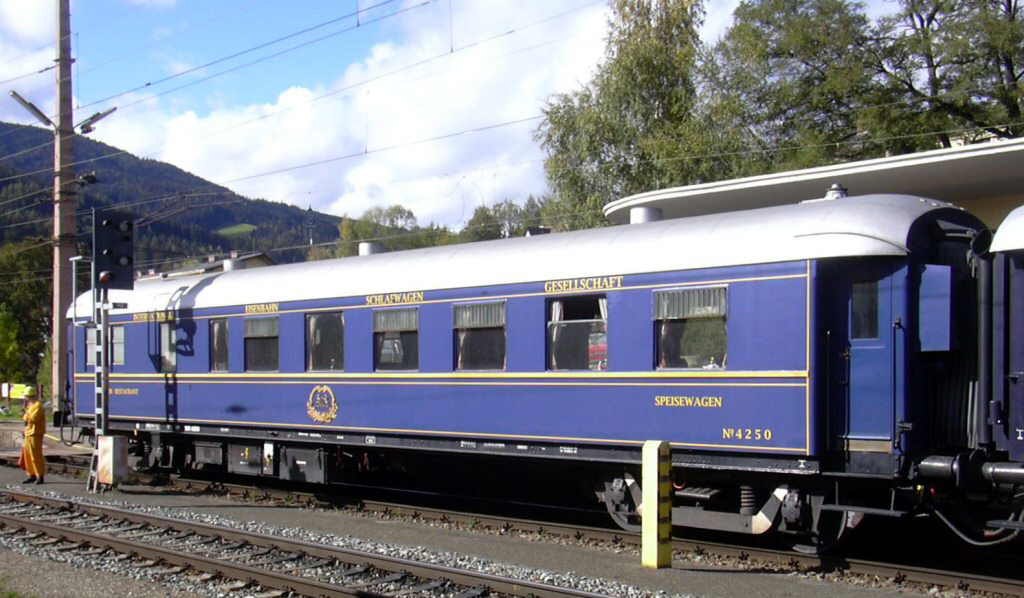
Исторический вагон-ресторан Wagons-Lits в Австрии в 2003 г

Ночные поезда Пульмана произвели большое впечатление на 23-летнего бельгийца Жоржа Нагельмакерса во время его путешествия в США в 1867—1868 гг. Вернувшись домой, он решил создать сеть подобных международных поездов класса «люкс» в Европе.
В 1874 г. Нагельмакерс основал Compagnie Internationale des Wagons-Lits. Дополнение к названию et des Grands Express Européens появилось через 10 лет. К 1886 г. его компания стала главным оператором поездов глав европейских государств. Символ «WL», поддерживаемый двумя львами, стал хорошо известной торговой маркой.
Компания оперировала либо поездами, полностью состоявших из вагонов Wagon-Lits, либо её отдельные спальные вагоны и вагоны-рестораны добавлялись к поездам государственных железнодорожных операторов европейских государств, через которые проходили вагоны Wagon-Lits. Эти вагоны всегда тянули локомотивы различных государственных железнодорожных операторов, так как Wagon-Lits не имела собственных локомотивов.
До Первой мировой войны CIWL обладала монополией, будучи единственной компанией, удовлетворявшей потребности пассажиров международных поездов. Компания учредила такие знаменитые поезда как Восточный Экспресс, Норд-Экспресс и Сюд-Экспресс, и вышла за границы европейского рынка, учредив Транссибирский экспресс, пересекавший Россию.

#### Отели

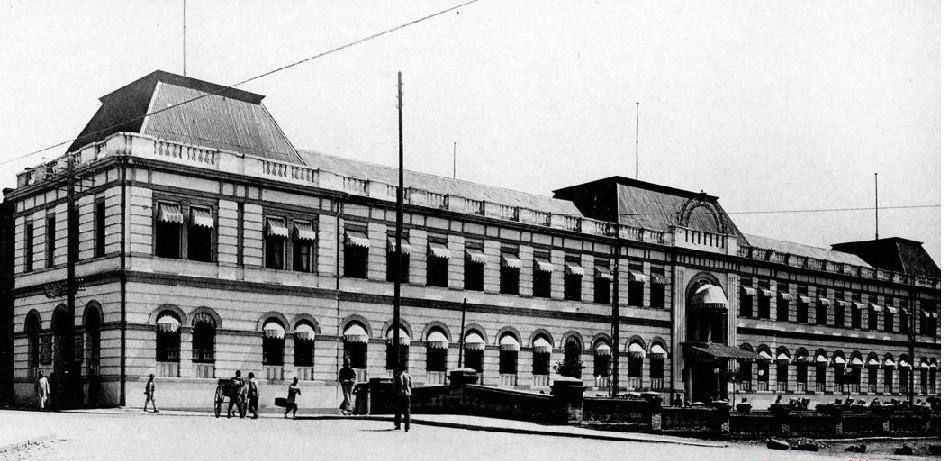
Grand Hôtel des Wagons-Lits, также известный как Six Nations Hotel, в Пекине до 1949 г

В 1894 г. Compagnie Internationale des Grands Hotels была основана в качестве дочерней компании — оператора сети роскошных отелей. Среди них Hôtel Terminus в Бордо и Марселе, Hôtel Pera Palace в Стамбуле, Hôtel de la Plage в Остенде и Grand Hôtel des Wagons-Lits в Пекине.

### Конкуренция с компанией Mitropa
С началом Первой мировой войны вагоны CIWL были конфискованы для военных нужд. В Германии и Австро-Венгрии была основана компания Mitropa, которой были переданы собственность и операции CIWL. В 1918 г. вагоны и отели CIWL в Советской России были национализированы. После окончания Первой мировой войны CIWL пыталась восстановить свои операции в центральной Европе. Это удалось сделать в Австрии, Польше и Чехословакии; однако в Германии Deutsche Reichsbahn и Mitropa саботировали эти попытки. 23 апреля 1925 г. CIWL и Mitropa официально разделили сферы влияния. CIWL получила транзитные маршруты через Германию и маршруты между Германией и Бельгией, Францией, Италией, Польшей, Латвией, Литвой и Чехословакией. Mitropa получила маршруты между Германией и Нидерландами и Скандинавией, внутригерманские поезда и поезда в Данциг. Поезда между Германией и Австрией обслуживались обеими компаниями.
В межвоенный период операции CIWL снова достигли расцвета. Была введена фирменная сине-золотая ливрея. В 1925 г. Wagon-Lits открыла свой первый Travel Palace в Париже. Маршруты были продлены до ближневосточных Алеппо, Багдада, Каира и Тегерана. В 1926 г. были введены металлические вагоны, заменявшие старые деревянные вагоны из тика. В 1931 г. парк вагонов компании достиг максимума в 2268 штук. Этот период можно рассматривать как точку наивысшего расцвета железнодорожного транспорта класса «люкс». Вагоны CIWL декорировали такие известные художники как Réné Prou, Рене Лалик и Моррисон. CIWL также нанимала известных художников как А. М. Кассандр для создания своих рекламных плакатов.

### Упадок
После аншлюса 1938 г. австрийский рынок получила Mitropa (он был возвращен после 1945 г.). В результате Второй мировой войны и создания «железного занавеса» CIWL потеряла рынки Центральной и Восточной Европы.
После Второй мировой войны CIWL стала переориентироваться на деятельность в качестве туристического агентства. Соответственно, компания была переименована в Compagnie Internationale des Wagons-Lits et du Tourisme (CIWLT) в 1967 г. и позднее называлась просто Wagons-Lits.
К 1971 г. вагоны CIWL износились и устарели, а их реставрация и замена были вне пределов возможностей компании. Она продала и передала их в аренду SNCF, FS, SBB, DB, ÖBB, NMBS/SNCB, NS, DSB и RENFE. Международный пул спальных вагонов под названием TEN = Trans Euro Night был основан в это время и управлял до 1995 г. многими вагонами CIWL и (после 1990 г.) Mitropa.

## Современность
Штаб-квартира Wagons-Lits находится в Париже. По состоянию на 2014 г. CIWL предоставляет услуги на ночных поездах в Австрии, Италии, Испании и Португалии, а также услуги кейтеринга в дневных поездах во Франции, Италии, Испании, Португалии, экспрессе Eurostar.
Некоторое количество спальных вагонов в Европе находится в собственности CIWL. Эти вагоны находятся в управлении компании Rail Service International (RSI) в Нидерландах и предоставляются в аренду операторам железных дорог.

## Корпоративная история
Компания по состоянию на 2014 г. работает в Австрии, Франции, Италии, Португалии, Испании и Великобритании.

### Thomas Cook
В 1927 г. Thomas Cook была продана CIWL из-за плохих финансовых результатов и оставалась в её собственности до 1941 г.

### Accor
В 1991 г. Wagons-Lits стала частью международного оператора сетей гостиниц Accor.
В то время CIWL оперировала сетями отелей Altea, Arcade, Etap, PLM и Pullman; кейтеринговой организацией en:Eurest, компанией по аренде автомобилей Europcar и авторемонтной компанией Relais Autoroute.
После 1992 г. отели Pullman постепенно подверглись ребрендингу в Sofitel, однако в 2007 г. название Pullman снова стало использоваться для отелей для проведения конференций. 68 отелей Accor были переименованы, включая гостиницы Sofitel, которые ранее носили название Pullman.
В мае 2011 г. Accor объявил о планах продажи исторических реликвий Wagons-Lits, включая плакаты и посуду.

### Wagons-Lits Diffusion
С 1996 г. все авторские права и торговые марки, относящиеся к историческим брендам, и фотоархив находятся под управлением организации Wagons-Lits Diffusion в Париже.
Wagons-Lits Diffusion управляет всеми брендами, логотипами и интеллектуальной собственностью, относящейся к деятельности Compagnie des Wagons-Lits в прошлом.

### Newrest
В июле 2010 г. операции по железнодорожному кейтерингу Wagons-Lits были переданы Accor кейтериновой компании Newrest, название было изменено newrest wagons-lits.

### Carlson Wagonlit Travel
В 1997 г. европейское подразделение туристического бизнеса Wagons-Lits (Wagonlit Travel) была объединена с подразделением Carlson Travel Network (оперирующим в США).